# Santander de Quilichao
Santander de Quilichao è un comune della Colombia facente parte del dipartimento di Cauca.
Il centro abitato venne fondato da Sebastián de Belalcázar nel 1755.